# Berlini szerződés
Berlini szerződés  név alatt ismeretes az érdekelt európai hatalmak között 1878-ban Berlinben megtartott kongresszuson  létrejött 1878. július 13-án kelt egyezmény. A kongresszus célja és az egyezmények tárgya az utóbbi évek keleti eseményei és az 1877–1878-as orosz–török háború által, melyet az előzetes San Stefanó-i békekötés zárt le, a keleten felmerült kérdéseket európai szinten, az 1856. március 30-án kötött párizsi szerződés határozataival összehangzásban szabályozni. A kongresszuson részt vett és a szerződést aláíró hatalmak: Ausztria–Magyarország; Németország; a Francia Köztársaság; Nagy-Britannia; Olaszország; Oroszország és Törökország. Ausztria-Magyarország meghatalmazottaiként a kongresszuson Andrássy Gyula gróf, akkori külügyminiszter, Károlyi Alajos gróf, németországi nagykövet és Heinrich von Haymerle báró, olaszországi nagykövet szerepeltek. Az érdekelt többi hatalmasságok is három-három meghatalmazott által voltak képviselve, a két meghatalmazott által képviselt Olaszországnak kivételével. Történelmi nevezetességű államférfiak közül meghatalmazottakként szerepeltek a kongresszuson: Otto von Bismarck, Benjamin Disraeli és Alekszandr Gorcsakov herceg. Ausztria-Magyarország részéről Ferenc József császár és király a szerződést 1878. július 26-án kelt jóváhagyási záradékkal hagyta helyben, és azt a magyar törvényhozás mint 1879. évi VIII. törvénycikkel az ország törvényei közé iktatta.

## A szerződés tárgyai
- I. Bulgária;
- II. Kelet-Rumélia;
- III. Kréta szigete és az európai Törökország többi részeinek, amelyek számára a szerződésben külön szervezetről nincs gondoskodva, szervezeti szabályzata;
- IV. Bosznia és Hercegovina;
- V. Montenegro;
- VI. Szerbia;
- VII. Románia;
- VIII. a dunai hajózás;
- IX. területátengedések;
- X. reformok az örmények érdekében;
- XI. vallásszabadság Törökországban;
- XII. az 1856. március 30-i párizsi és az 1871. március 13-i londoni szerződések.

## Az egyes pontok tartalma
- I. A berlini szerződés Bulgáriát önhatósági és adózó fejedelemséggé alakította a szultán hűbérurasága - szuverenitása - alatt, keresztény kormánnyal és belföldi néphaddal. Megállapította a fejedelemséghez tartozó területeket s a fejedelemségnek határait. A szükséges határigazításnak megállapítását egy európai bizottságra bízván, amelyben a szerződést aláírt hatalmak képviselve lesznek. A bolgár fejedelem a nép által szabadon választandó; a választás érvényéhez szükséges a szultán megerősítése és a szerződéshez járult hatalmak beleegyezése. Az európai nagyhatalmak uralkodó családjainak egyik tagja sem választható meg bolgár fejedelemnek. A berlini szerződés megállapította egyúttal Bulgária közjogának alapelveit, az alapelvek élére állítva a teljes vallásszabadságnak elvét; a szultánnak fizetendő hűbéradót a fejedelemség területének közép jövedelme alapján, szinte a szerződő hatalmak állapítják meg. Az ideiglenes kormányt a szervezeti szabályzat elkészültéig a berlini szerződés egy orosz császári biztosra bízta, azonban a többi érdekelt hatalmak konzuljainak ellenőrzése mellett és azzal a megszorítással, hogy az ideiglenes kormány tartama a szerződés jóváhagyásától számított 9 hónapon túl meg nem hosszabbítható.
- II. Kelet-Rumélia - a Balkán hegységtől délre alakított tartomány, amelynek határait hasonlókép a szerződés megállapította - a szultánnak közvetlen politikai és katonai fennhatósága alatt áll, közigazgatási autonómiát élvez s keresztény főkormányzóval kell bírnia, kit a szultán, a hatalmak helybenhagyásával nevez ki. A tartomány szervezésének, a főkormányzó hatalom és hatáskörének a tartomány közigazgatási, birói és pénzügyi kormányzatának közelebbi szabályozását a berlini szerződés egy e célra alakítandó európai bizottságra bízta.
- III. Kréta szigetét s az európai Törökország többi részeit, melyek számára a szerződésben külön szervezetről gondoskodva nincs, a szerződés annyiban vette oltalmába, amennyiben kikötötte, hogy Kréta érdekében már előbb (1868) létesített szervezeti szabályzatot a fényes kapu lelkiismeretesen gyakorlatba vegye s hason szervezetet az európai Törökország egyéb részeiben is léptessen életbe.
- IV. A szerződés IV. pontján alapszik Bosznia és Hercegovina tartományoknak Ausztria–Magyarország által történt-megszállása és kormányzása. („Bosznia okkupációja”)
- Az V. pont elismeri Montenegró függetlenségét megállapítja határait, Antivárinak (ma: Bar) és partvidékének hozzácsatolásával. Azonban: 
  - a) Montenegró hadi hajót és hadi lobogót nem tarthat;
  - b) Antivári kikötője s minden vizei minden nemzetek hadi hajói számára elzárva maradnak;
  - c) Montenegró elfogadja a Dalmáciában érvényes tengerészeti törvényeket;
  - d) az új montenegrói területen Ausztria-Magyarország egy utat és egy vasutat építhet s fenntarthat;
  - e) viszont Ausztria-Magyarország gyakorolja a montenegrói tengerpart hosszában a tengeri és egészségügyi rendőrséget és oltalmában részesíti a montenegrói kereskedelmi lobogót.
- A VI. pont Szerbiának, a VII. Romániának függetlenségét elismeri, meghatározza a két fejedelemségnek határait, a függetlenségnek feltételeit, amelyek között úgy mint Montenegrónál is első helyen a vallásszabadság biztosítása foglal helyet s rendezi azokat a viszonyokat, amelyeknek rendezését a fejedelemségek függetlenségének elismerése szükségessé tette.
- VIII. A Duna hajózási szabadsága érdekében, a melyet már előbbi szerződések európai érdeknek elismertek, a berlini szerződés rendeli, hogy
  - a) hogy minden várat és erődítést, mely a folyam menten a vaskaputól egész torkolatáig fennáll, leromboljanak és újakat nem emeljenek;
  - b) a Vaskapun alól, a folyamrendőrségi és vámszolgálatra rendelt vízi járóművek kivételével, hadi hajók nem járhatnak;
  - c) a Vaskapunál és zuhatagoknál levő hajózási akadályok elhárítására szükséges munkálatok végrehajtására Ausztria-Magyarország nyert megbízást a munka költségének fedezésére szolgáló ideiglenes díjszedés jogának javára történt fenntartása mellett.
- IX. Oroszország több területet kapott Ázsiában Törökországtól (Ardahan, Kars és Batumi területeket), amelyek között az európai kereskedelem szempontjából legnevezetesebb a batumi tengeri kikötő, viszont Törökország visszakapott a San Stefanó-i békeszerződés által átengedett bizonyos más területeket (jelesül Alagerd völgyét és Bajazid városát).
- X. Törökország kötelezte magát, hogy haladék nélkül megvalósítja a reformokat, amelyeket az örmények által lakott tartományok helyi viszonyai megkívánnak s szavatosságot vállal a tartományok lakosságának biztonságáról a cserkeszek és kurdok ellen.
- XI. A vallásszabadság elve a legteljesebb mérvben magában a Oszmán Birodalomban is érvényesül. Vallása miatt senki sem zárható ki polgári és politikai jogok élvezetéből, közhivatalok, tisztségek és méltóságok viseléséből, vagy a különféle üzletek és iparok folytatásából. Bíróság elé tanúságtételre mindenki valláskülönbség nélkül bocsátandó.
- XII. Végül a berlini szerződés hatályában fenntartotta az 1856. március 30-i párizsi és az 1871. március 13-i londoni szerződéseket, amennyiben egyes határozataikat maga a berlini szerződés el nem törölte vagy nem módosította.